# 太祝詞神社

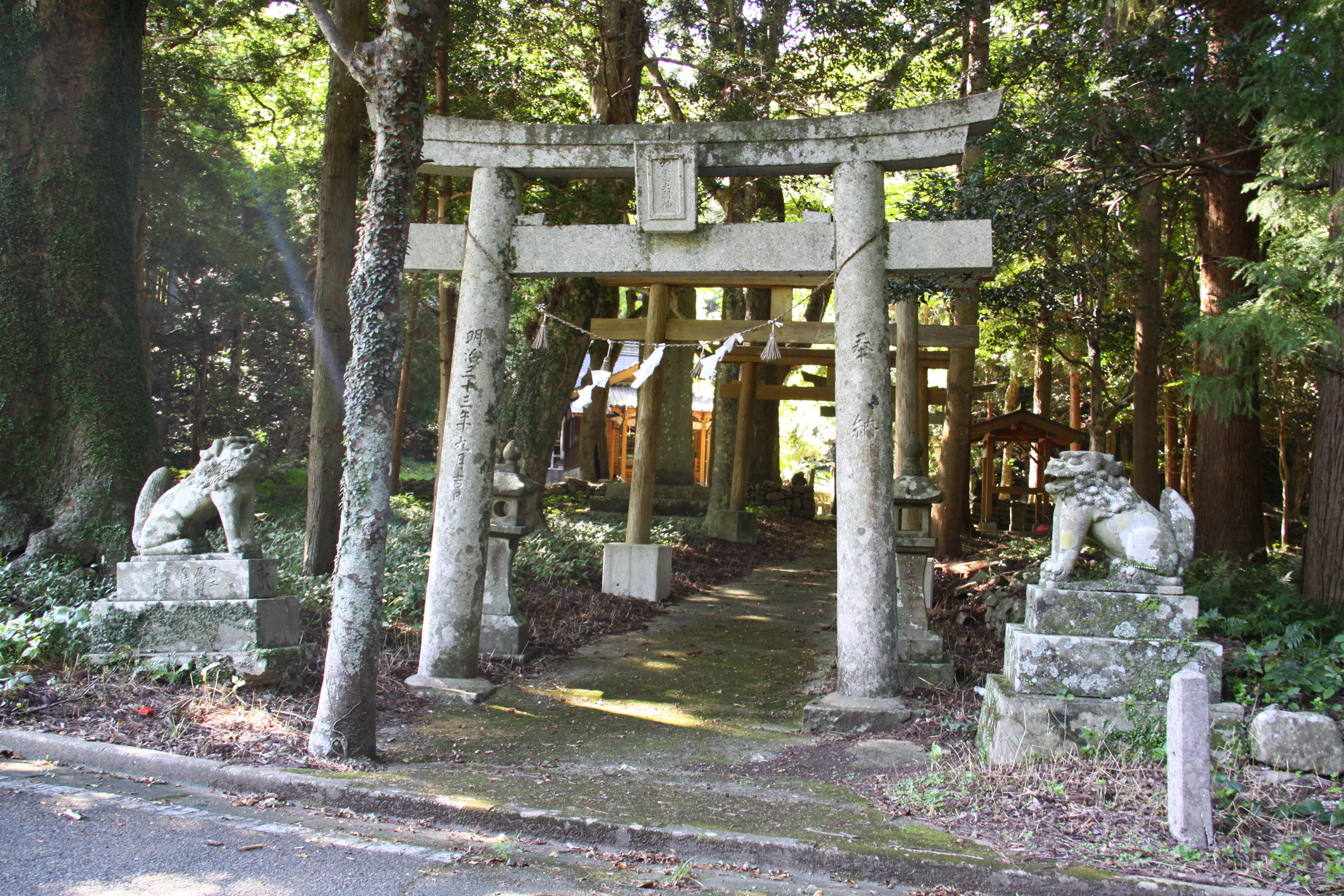
鳥居

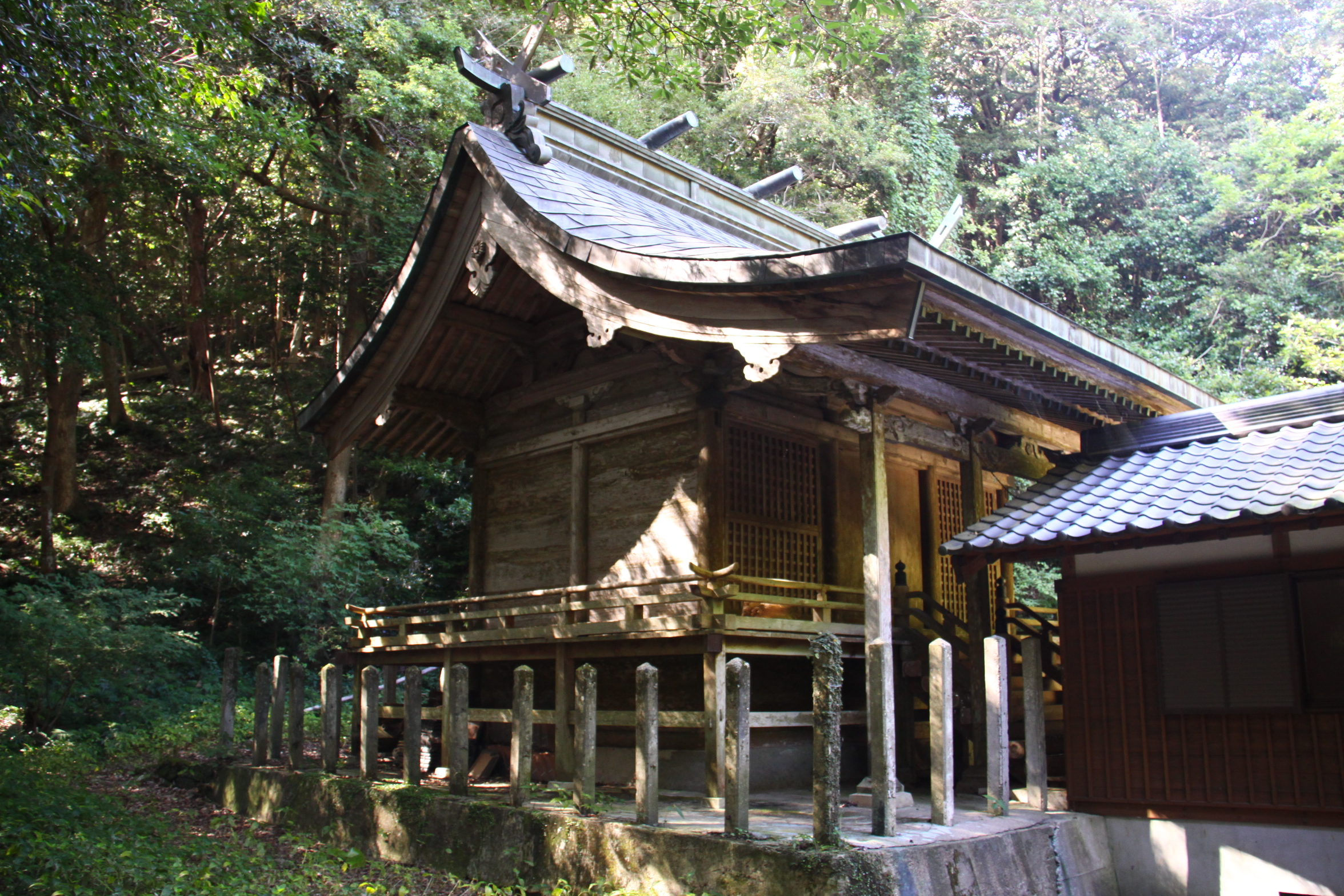
本殿

太祝詞神社（ふとのりとじんじゃ）は、長崎県対馬市美津島町加志に鎮座する神社である。旧県社で、かつては加志大明神・賀志宮とも称した。

## 祭神
太詔戸神（太祝詞神）と雷大臣命を祀る。

## 歴史
806年（大同元年）の『新抄格勅符抄』に「太祝詞神 二戸対馬島」とあり、対馬島で神封戸2戸が与えられたとある。
927年（延長5年）の『延喜式神名帳』には「貞タ太祝詞神社 名神 大」とあり、名神大社に列せられている。

## 境内
雷大臣命の墓と伝わる壇がある。